# 汉斯·邦加茨
汉斯·邦加茨（德語：Hans Bongartz，1951年10月3日—），德国前男子足球运动员，场上位置是中场。他曾代表西德国家队参加1976年欧洲足球锦标赛，结果队伍获得亚军。